# جرجاشيون

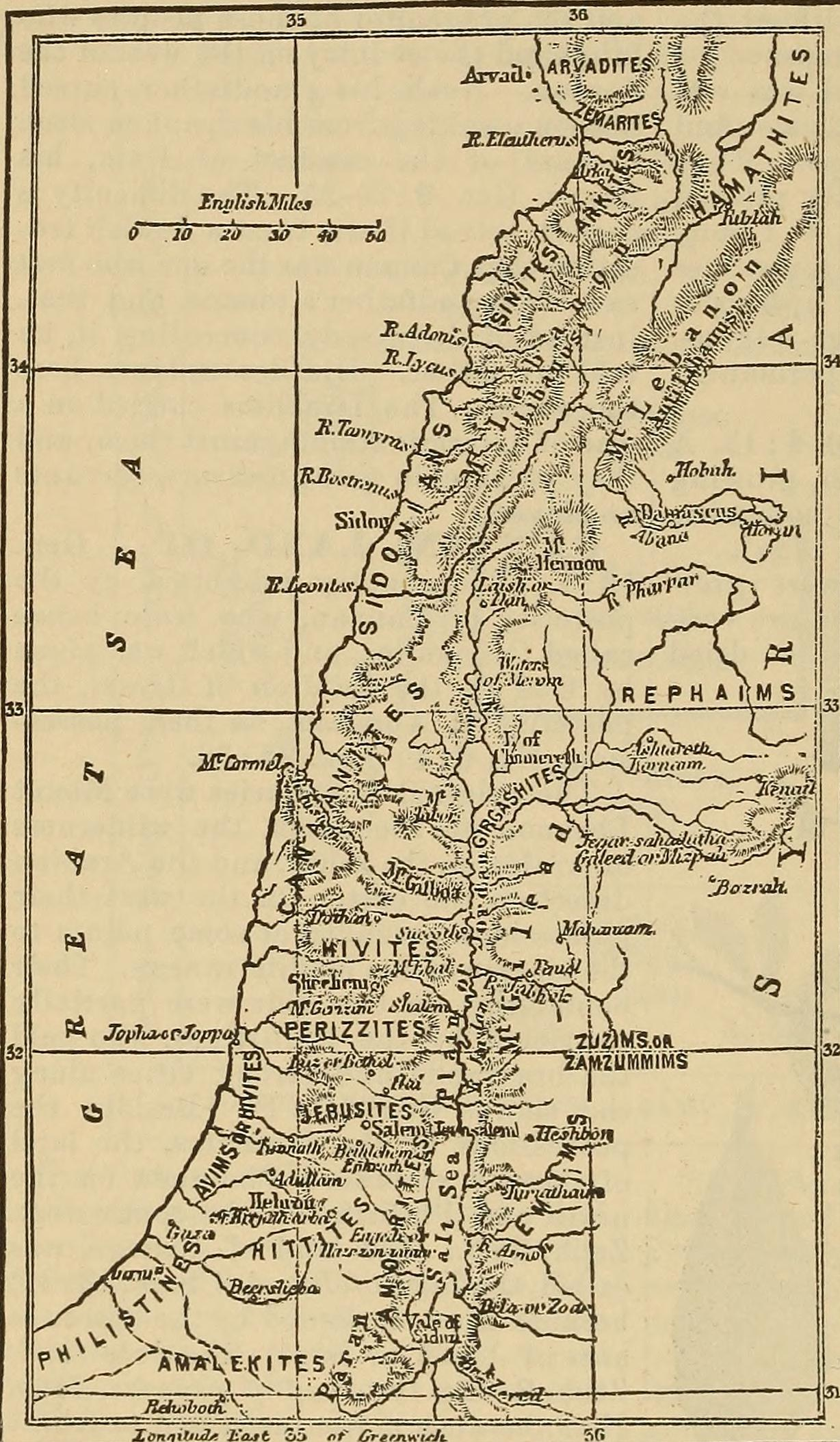
معجم الكتاب المقدس.. (1887)

الجرجاشيون، هم أحد الأقوام الكنعانية السبعة، التي كانت تعيش في كنعان قبل التسلل العبراني. ويبدو أنهم كانوا يسكنون غربي نهر الأردن، في المنطقة الجبلية المحيطة بمدينة القدس، كما يبدو أنهم كانوا على علاقة باليبوسيين. ولكن، واستناداً إلى صيغة اسمهم، يذهب بعض الباحثين إلى أنهم يعودون إلى أصل حوري. وبحسب الرواية التوراتية، حاول «الجرجاشيون» الوقوف في وجه التسلل العبراني.
وتوجد رواية في التلمود، مفادها أن الجرجاشيين هربوا إلى أفريقيا، بعد أن تسلل العبرانيون إلى كنعان، واتهم «الجرجاشيون» العبرانيين بأنهم سارقو الأرض.